# Iwona Wiśniewska
Iwona Małgorzata Wiśniewska z domu Janeczko (ur. 1 września 1967 w Świnoujściu) – polska samorządowczyni, od 2017 roku starosta powiatu stargardzkiego. W latach 2014–2017 pełniła funkcję wicestarosty.
Od 2019 roku jest wiceprzewodniczącą Konwentu Starostów Województwa Zachodniopomorskiego.

## Życiorys
Jest córką Kazimiery i Józefa. Ukończyła politologię i nauki społeczne na Wydziale Humanistycznym Uniwersytetu Szczecińskiego. Uzyskała tytuł magistra w dziedzinie socjologii. Otrzymała także kwalifikacje pedagogiczne w Instytucie Kształcenia Nauczycieli we Wrocławiu, a na Wydziale Zarządzania i Ekonomii Usług US ukończyła zarządzanie projektami europejskimi. Przeszła także szkolenie z mediacji w Polskim Centrum Mediacji w Warszawie oraz uzyskała tytuł menadżerki zasobów ludzkich w Agencji Rozwoju Gospodarczego w Poznaniu. Ukończyła także studia podyplomowe Master of Business Administration w Wyższej Szkole Biznesu National-Louis University w Nowym Sączu.
W latach 1986–1987 pracowała w jednostce wojskowej w Witkowie, a następnie w Szkole Podstawowej nr 17 we Wrocławiu. Od 1993 do 1995 była zatrudniona w firmie Nordex Stargard Ltd. Spółka z o.o., a następnie do 1999 w Dutch Farmers Sp. z o.o. w Stargardzie. W latach 2011–2014 pracowała w stargardzkim starostwie powiatowym.

### Kariera samorządowa
W wyborach samorządowych w 2010 roku bezskutecznie kandydowała do rady miasta Stargardu Szczecińskiego, uzyskała wówczas 99 głosów (1,39%). W maju 2013 roku została wiceprezeską prowadzonego przez Sławomira Pajora stowarzyszenia samorządowego Stargard XXI. W wyborach samorządowych w 2014 roku bezskutecznie kandydowała do rady powiatu stargardzkiego z list KWW Sławomira Pajora – Stargard XXI, uzyskała 241 głosów (4,13%). 1 grudnia tego samego roku została wybrana wicestarostą w zarządzie Ireneusza Rogowskiego z Prawa i Sprawiedliwości. 26 kwietnia 2017 roku, po rezygnacji Rogowskiego, została wybrana starostą powiatu. Za jej kandydaturą głosowało 20 radnych, a 3 wstrzymało się od głosu.
W wyborach samorządowych w 2018 roku ponownie kandydowała do rady powiatu z list KWW Rafała Zająca. Uzyskała mandat z najwyższym wynikiem na liście – 1195 głosów (21,57%). W listopadzie tego samego roku została ponownie wybrana starostą. W styczniu 2019 roku została wybrana wiceprzewodniczącą Konwentu Powiatów Województwa Zachodniopomorskiego.